# República Helvética
La República Helvética (en alemán: Helvetische Republik; en francés: République helvétique; en italiano: Repubblica elvetica) fue una «república hermana» (Estado satélite) de la Primera República Francesa que persistió cinco años, desde 1798 hasta 1803, durante las Guerras revolucionarias francesas.

## Historia
Durante las Guerras Revolucionarias Francesas, los ejércitos revolucionarios marcharon hacia el este, rodeando Suiza durante su lucha contra Austria. El 15 de marzo de 1798, Suiza estaba completamente sitiada por los franceses y el Antiguo Régimen de Suiza se desmoronó. El 12 de abril de 1798 se proclamó la República Helvética, 'Una e indivisible'. Los derechos de soberanía cantonal y feudales fueron abolidos. Las fuerzas de ocupación establecieron un Estado centralizado basado en las ideas de la Revolución francesa. Estas ideas progresistas encontraron una gran resistencia, particularmente en las áreas centrales de la confederación, y se produjo una revuelta en Nidwalden que sería sofocada por las fuerzas de ocupación.
No había unidad entre los antiguos confederados acerca del futuro de Suiza. Los golpes de Estado se produjeron con frecuencia, pero los franceses retuvieron el poder. Las fuerzas de ocupación saquearon muchas ciudades y pueblos. Junto a la resistencia local, los problemas financieros provocaron que la República Helvética fracasase. La inestabilidad en la República alcanzó sus cotas más altas en 1802-1803. En 1803 entraron más tropas francesas en el país para reforzar su dominio.
El 19 de febrero de 1803, Napoleón Bonaparte introdujo el Acta de Mediación, que era esencialmente un compromiso entre el antiguo y nuevo orden. El Estado centralizado fue abolido.
Hay reminiscencias de la República Helvética en la moderna Confederación Suiza, como algunos aspectos de los cantones y constituciones.

## Divisiones administrativas
Los cantones anteriormente soberanos fueron reducidos a meros distritos administrativos y, para debilitar las antiguas estructuras de poder, se establecieron nuevas fronteras entre algunos. El acta de 1798 describía los siguientes cantones:
- Argovia (sin Baden ni Fricktal)
- Baden
- Basilea
- Bellinzona
- Berna (sin el Oberland)
- Friburgo
- Léman (correspondiente a Vaud)
- Linth
- Lugano
- Lucerna
- Oberland
- Recia (correspondiente a Graubünden/Grisones)
- Säntis
- Schaffhausen
- Soleura
- Turgovia
- Waldstätten
- Valais
- Zúrich